# Adi Rinner
Adi Rinner (* 1. März 1938 in Schwaz, Tirol) ist ein österreichischer Komponist und Dirigent.
Bereits als 13-Jähriger war er als Flügelhornist in dem Blasorchester Terfens bei Schwaz tätig. Sein Studium absolvierte er am Tiroler Landeskonservatorium in Innsbruck, an dem er die Prüfung als Kapellmeister ablegte. Seine Professoren waren Sepp Tanzer, Alois Fintl sowie Otto Ulf. 
Er ist Leiter der Blasmusikabteilung eines renommierten Musikverlages in Innsbruck. Als Dirigent leitete er viele Jahre die Blasorchester von Terfens und Weer sowie die von ihm gegründete Blaskapelle Alpenland. Für den Musikbund Schwaz hat er sich als Bezirksjugendreferent und Bezirkskapellmeister hervorgetan. Im Tiroler Blasmusikverband ist er seit vielen Jahren Wertungsrichter. 
Seit seiner Pensionierung ist er freischaffender Komponist und Arrangeur.

## Werke

### Werke für Blasorchester
- 1983 Festlicher Auftakt
- 1983 Urlaubsträume
- 1986 Unter südlicher Sonne
- Abendstimmung Walzer
- Beschwingte Jugend Moderne Skizze
- Festfanfare
- Fröhliche Reise
- Frühlingsträumerei Walzer
- Jugend Fest
- Miraphone Jubiläumsfanfare
- Schöne Bergwelt Walzer
- Seefelder Festfanfare
- Beschwingte Reise Polka für 3 Trompeten
- Klänge aus der Heimat  Potpourri
- Frühlingszeit  Walzer
- Gruß aus dem Alpenland Marsch
- Salve Roma  Marsch
- Österreichisches Marschpotpourri
- Novecento Polka
- Schöne Zeiten Polka
- Waldkraiburger Polka
- Geburtstags Polka
- Zum Jubiläum Marsch
- Saludos de Espana  Marsch
- Für die Kinder von Seoul  Marsch
- Plieninger Jubiläumsmarsch
- Zur Feierstunde Festliche Musik